# رأس الدرك
رأس الدرك هو أحد الرؤوس على الساحل الشرقي للبلاد التونسية، ويقع بشمال غربي ولاية نابل، قرب بلدة كركوان والتي تتبع معتمدية حمام الأغزاز